# Santarém Novo
Santarém Novo est une municipalité brésilienne située dans l'État du Pará.